# Here She Comes
A Here She Comes a Metropolis (1927) című film egyik betétdala, melyért Bonnie Tylert 1985-ben Grammy-díjra jelölték a legjobb rockénekesnő kategóriában.

## A dalról
1984-ben elkészült Fritz Lang klasszikus némafilmjének, a Metropolisnak a kiszínezett változata. A film megbukott a mozikban. A film betétdalait Giorgio Moroder írta, ezek közül a Freddie Mercury által énekelt Love Kills-t Arany Málna díjra jelölték a legrosszabb filmzene kategóriában, míg Bonnie Tyler Here She Comes című dalával jelölve lett az 1985-ös Grammy-díj gálán az Év Legjobb Rockénekesnője kategóriában. A dalt Giorgio eredetileg Donna Summerrel szerette volna elénekeltetni, de Donna visszautasította az ajánlatot, amire Tyler igent mondott és az Ő előadásában több toplistára is felkerült a dal. Bonnie a 2004-es Simply Believe című lemezén újrahangszerelve adta elő régi nagy slágerét.

## Videóklip
A történet a Londoni sikátorok közt játszódik, ahol tulajdonképpen két Bonnie Tyler elevenedik meg. Az egyik megjelenés, amikor Tyler fekete egyrészes bőrkosztümben sétál a sötét utcában és emberformájú bábuk mellett halad el, akik Tyler 'hatására' életre kelnek és üldözőbe veszik.
"Az árnyék elkezdi lopni a fényt
a zavar felad egy újabb rejtélyt
Ezt a szemeddel nem látod
és azt gondolod ez csak álom"
Bonnie elöl megy, mögötte az életre kelt katonák akiket egy másik Bonnie követ egy személyautóval. Mindeközben a Világűrből egy űrrepülőgép ereszkedik a város fölé, majd a menekülő Bonnie beül egy ugyanolyan Renault gépkocsiba, amilyennel az alteregója üldözi és mindkét Tyler egy robbanás után eltűnik a sikátorok között, az űrrepülőgép pedig visszatér a galaxisba, amit a katonák tátott szájjal figyelnek.

## Kislemez

### Here She Comes "12 single
- Egyesült Királyság, Hollandia

| # | Dalcím                  | Zeneszerző               | Producer        | Hossz |
| - | ----------------------- | ------------------------ | --------------- | ----- |
| 1 | Here She Comes          | Giorgio Moroder          | Giorgio Moroder | 3:48  |
| 2 | Time                    | P. Hopkins; Bonnie Tyler | Ricky Graham    | 3:45  |
| 3 | It's A Jungle Out There | Ian Hunter, Eric Bloom   | Jim Steinman    | 4:33  |

### Here She Comes "7 single
- Európa

| # | Dalcím         | Zeneszerző               | Producer        | Hossz |
| - | -------------- | ------------------------ | --------------- | ----- |
| 1 | Here She Comes | Giorgio Moroder          | Giorgio Moroder | 3:48  |
| 2 | Time           | P. Hopkins; Bonnie Tyler | Ricky Graham    | 3:45  |

- Japán

| # | Dalcím                   | Zeneszerző      | Producer        | Hossz |
| - | ------------------------ | --------------- | --------------- | ----- |
| 1 | Here She Comes           | Giorgio Moroder | Giorgio Moroder | 3:48  |
| 2 | Obsession (Instrumental) | Giorgio Moroder | Giorgio Moroder | 3:34  |

- USA

| # | Dalcím          | Zeneszerző      | Producer        | Hossz |
| - | --------------- | --------------- | --------------- | ----- |
| 1 | Here She Comes  | Giorgio Moroder | Giorgio Moroder | 3:48  |
| 2 | Cage Of Freedom | Giorgio Moroder | Giorgio Moroder | 3:20  |

## Toplista
| Chart 1984       | Legjobb helyezés |
| ---------------- | ---------------- |
| Spanyolország    | 9                |
| Ausztria         | 13               |
| Franciaország    | 32               |
| Németország      | 43               |
| US Singles Chart | 76               |
| UK Singles Chart | 98               |

## Díj
| Díj                | Kategória                         |
| ------------------ | --------------------------------- |
| 27th Grammy Awards | 'Legjobb Rock Énekesnő' (jelölés) |